# Kalmari unió
A kalmari unió perszonáluniók sorozata volt (1397–1524), melyek Dániát, Norvégiát és Svédországot egy uralkodó alatt egyesítették. Eredetileg a Hanza-szövetség gazdasági fölénye ellen jött létre. Az államok feladták szuverenitásuk egy részét, de megőrizték állami függetlenségüket, és az eltérő érdekek (különösen a svédek ellenállása a dán és holsteini befolyással szemben) az 1430-as évektől kezdve meggyengítették az uniót. Véglegesen 1523-ban, I. Gusztáv svéd király trónra lépésekor bomlott fel, jóllehet hivatalosan csak egy évvel később szűnt meg.

## Az unió létrejötte
Az uniót I. Margit dán királynő hozta létre a svédországi Kalmar városában, amely az akkori dán határ közelében feküdt.
A német származású Albertet a svéd nemesség egy része nem akarta elfogadni királynak, a kibontakozó lázadást pedig felkarolták a dánok, akik egy uniót próbáltak létrehozni, a Hanza szövetség hatalmának ellensúlyozására. 1389-ben Dánia és a svéd nemesség csapatai legyőzték Albert seregét, aki ezek után nem tudta megfizetni a kiszabott 60 000 márka hadisarcot.
Margitnak, aki IV. (Atterdag) Valdemár dán király lánya és VI. Haakon norvég király felesége volt, sikerült elismertetnie nővére unokáját, Pomerániai Eriket norvég trónörökösként, és királlyá választatni a másik két országban. Margit megígérte a nemességnek, hogy tiszteletben tartja a jogaikat, Erik azonban központosítani akarta a monarchiát.

## Konfliktusok

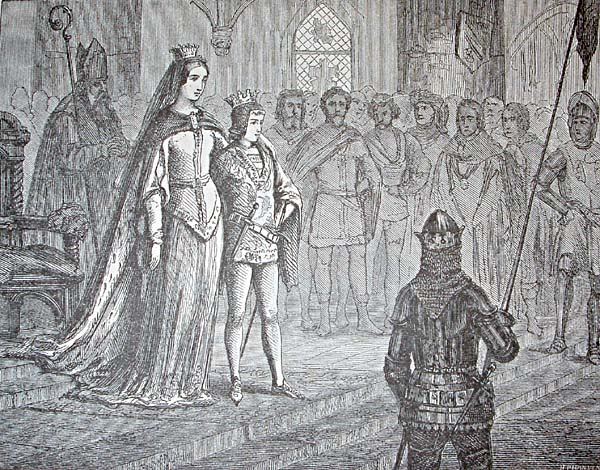
Pomerániai Erik megkoronázása 1397-ben

A svédek nem nézték jó szemmel a dánok gyakori háborúit Schleswigben, Holsteinben, Mecklenburgban és Pomerániában, mivel azok akadályozták a kontinensre irányuló vasexportjukat. Ráadásul a dán központosítási törekvések is ellenállást szültek a svéd államtanácsban, amely szerette volna megőrizni a függetlenséget.
Az 1430-as években az unió olyannyira meggyengült, hogy fegyveres felkelés is kibontakozott (Engelbrekt-felkelés), melynek során a dán csapatokat kiűzték Svédországból. Eriket 1439-ben letették a királyi trónról, és a gyermektelen bajor Wittelsbach Kristófot választották királlyá. Miután ő 1448-ban meghalt, VIII. Károly lépett a trónra azzal a szándékkal, hogy a svéd korona alatt egyesíti újra a három államot. Egy évre rá meg is választották norvég királlyá, Dániában azonban a pomerániai befolyás bizonyult erősebbnek. A következő hét évtizedet a vezető szerepért folyó svéd-dán rivalizálás jellemezte.
II. Keresztély dán király 1520-ban még egyszer meghódította Svédországot, és megrendezte a stockholmi vérfürdőt. Ez újabb svéd felkeléshez vezetett, és 1521-ben végleg kiűzték a dánokat az országból. 1523. június 6-án Vasa Gusztávot királlyá választották, így helyreállt Svédország szuverenitása és felbomlott a kalmari unió. Gusztáv megkoronázásának napja 2005-től svéd nemzeti ünnep.

## Az unió utóélete

A kalmari unió zászlaja

A kalmari unió egyes intézményei fennmaradtak egészen 1536-ig, amikor a dán államtanács Norvégiát egyoldalúan Dánia egyik tartományává minősítette, és ezzel létrejött Dánia–Norvégia. Norvégia megőrizte jogrendszerét és egyes intézményeit, de korábbi birtokai (Izland, Grönland és Feröer) közvetlenül a dán korona fennhatósága alá kerültek. 1814-ben a kieli békében a dán király kénytelen volt átengedni Norvégiát a svéd királynak. Ennek hatására a 19. század közepén kibontakozott egy skandinavista mozgalom, amely az egykori kalmari unió országainak újraegyesítését tűzte ki célul.